# Boubacar Traoré
Boubacar Traoré (Kayes, Malí, 1942) es un conocido cantante, letrista y guitarrista maliense. Conocido también como Kar Kar, "el que regatea demasiado" (en bambara, una de las lenguas malienses), en referencia a su modo de jugar al fútbol: "un apodo que tengo desde que era joven, cuando la gente gritaba "kari, Kari" (regatea, regatea), el nombre se me quedó pegado".

## Trayectoria
Traoré empezó a ser conocido por primera vez en los primeros años de la década de 1960, cuando canciones como Kar Kar Madison, Sunjata, Kayeba y Mali twist no paraban de sonar casi todos los días en la radio. Había empezado a tocar la guitarra de modo autodidacta y había desarrollado un estilo único, mezcla de blues americano, música árabe y kassonké, un estilo de música tradicional de su región natal.
Se convirtió en una superestrella en Malí y en un símbolo del otra vez país independiente (ver Historia de Malí). Sus canciones eran muy populares y solían aparecer en la radio. Sin embargo, dado que no hizo grabaciones, y como tampoco se pagaban derechos a los músicos, era muy pobre y tuvo que realizar trabajos extraños para sobrevivir.

### Decadencia y "redescubrimiento"
Durante la década de 1970, la popularidad de Traoré decayó, hasta que apareció por sorpresa en televisión, en 1987, cuando todo el mundo pensaba que estaba muerto. Poco después de su "redescubrimiento", la mujer de Boubacar, Pierrette Françoise, a quien dedicó la mayoría de sus canciones de amor, falleció.
Destrozado por el dolor, se mudó a Francia y trabajó en la construcción para mantener a sus seis hijos. Mientras tanto, una productora británica descubrió una cinta con una de sus actuaciones en la radio y, finalmente, Traoré firmó un contrato. Una exitosa gira le llevó por 27 ciudades de Reino Unido.
Su primer disco, Mariama, apareció en 1990. Desde entonces, Traoré ha disfrutado de fama internacional, girando por Europa, África y Norteamérica.
Boubacar Traoré fue el protagonista de una película del año 2001, Je chanterai pour toi (Cantaré para ti), que apareció en DVD en 2005.

## Discografía
- Mariama (1990)
- Kar Kar (1992)
- Les Enfants de Pierrette (1995)(libro-disco)
- Sa Golo (1996)
- Maciré (2000)
- Je chanterai pour toi (2003)
- The Best of Boubacar Traoré: The Bluesman from Mali (2003)
- Kongo Magni (2005)
- Mali Denhou (2011)[7]
- Mbalimaou (2015)[6]
- Dounia Tabolo (2017)[8]